# De La Chapelle Parcours
De La Chapelle Parcours – prototyp z 1990 roku. Samochód firmy De La Chapelle został wyprodukowany w 2 egzemplarzach. Auto powstało z indywidualnego zlecenia klienta firmy De La Chapelle na bardzo komfortowe auto, mieszczące więcej osób niż normalny samochód osobowy. Standardowo wyposażano ten pojazd w nowoczesny silnik Mercedesa wprowadzony w 1989 roku. Silnik był bardzo zaawansowany techniczne w owych czasach. Służył np. w modelu SL, później również w Mercedesie 500E i dużej S klasie. Mimo zastosowaniu tego samego silnika francuscy inżynierowie jednak zamontowali inny układ zasilania co nieco obniżyło moment obrotowy w porównaniu do oryginalnych – KE-Jetronic (450 Nm @ 3900 obr. min) model SL i do Bosch LH (480 Nm @ 3900 obr. min) model 500E. Skrzynia, jak i cały mechanizm napędowy, również zapożyczono od Mercedesa, tym razem bez zmian; układ hamulcowy to standardowy układ Mercedsa 500 SL, wyposażony w wentylowane tarcze na obu osiach. Standardowo montowany był napęd na tylną oś, ale na życzenie był montowany również na obie osie. Samochód mógł pomieścić od 7 do 8 osób (zależnie od upodobań) w komfortowych warunkach na specjalnych sportowych siedzeniach. Wyposażenie oferowane obejmowało klimatyzację, tempomat, automatyczną skrzynię biegów, ogrzewanie postojowe (webasto), skórzaną tapicerkę o dostępnych kolorach (czarny mat) i jasną (beżową), jedynym opcjonalnym wyposażeniem były podgrzewana przednia szyba i hydropneumatyczne zawieszenie o zmiennej charakterystyce. Tylne reflektory zaadaptowano z modelu Audi 80 B3. Mimo ogromnych rozmiarów zewnętrznych i znacznej masy – auto jest dłuższe niż Mercedes-Benz klasy S tamtej epoki i waży tyle samo, auto pozostało także dynamiczne. Na rozpędzenie się od 0-100 km/h potrzebowało ok. 8 sekund a prędkość maksymalna wynosiła 250 km/h. Na specjalne życzenie można było zamontować większe silniki V12 Mercedesa (408 KM) lub Jaguara (273 KM) również o 12 cylindrach. Niektórzy specjaliści mówią o tym aucie jako o prekursorze Renault Espace F1.

## Specyfikacja modelu Parcours
| Wersja                       | Parcours 5.0 V8 | Parcours 5.3 HE V12 | Parcours 6.0 V12 |                   |                   |
| Produkcja                    | 1990-1990 | 1990-1990 | 1991-1991 |                   |                   |
| Silnik                       | Mercedes-Benz M 119 E50 – 8-cylindrowy, 32 zaworowy DOHC (Wtrysk paliwa)                                                                          | Jaguar – 12-cylindrowy, 24 zaworowy SOHC (Wtrysk paliwa)                                                                                          | Mercedes-Benz M 120 E60 – 12-cylindrowy, 48 zaworowy DOHC (Wtrysk paliwa)                                                                         |                   |                   |
| Pojemność skokowa            | 4973 cm³ | 5343 cm³ | 5987 cm³ |                   |                   |
| Pojemność skokowa            | 96,5 x 85,00 mm | 90,0 x 70,00 mm | 89,0 x 80,29 mm |                   |                   |
| Moc maksymalna               | 240 kW (326 KM) @ 5700 rpm | 217 kW (295 KM) @ 5750 rpm | 300 kW (408 KM) @ 5200 rpm |                   |                   |
| Maksymalny moment obrotowy   | (440 Nm) @ 4000 rpm | (400 Nm) @ 3500 rpm | (580 Nm) @ 3800 rpm |                   |                   |
| Prędkość maksymalna          | 250 km/h | 230 km/h | 270 km/h |                   |                   |
| Przyspieszenie (0–100 km/h)  | 7,6 s | 8,0 s | 6,5 s |                   |                   |
| Układ hamulcowy              | Stalowe, ABS Z przodu wentylowane, zaciski 4-tłoczkowe, z tyłu wentylowane 2-tłoczkowe firmy ATE Średnica tarcz – (Przód: Ø 300 mm/Tył: Ø 278 mm) | Stalowe, ABS Z przodu wentylowane, zaciski 4-tłoczkowe, z tyłu wentylowane 2-tłoczkowe firmy ATE Średnica tarcz – (Przód: Ø 300 mm/Tył: Ø 278 mm) | Stalowe, ABS Z przodu wentylowane, zaciski 4-tłoczkowe, z tyłu wentylowane 2-tłoczkowe firmy ATE Średnica tarcz – (Przód: Ø 320 mm/Tył: Ø 300 mm) |                   |                   |
| Droga hamowania (100–0 km/h) | 42,8 m | n/a | n/a |                   |                   |
| Nadwozie                     | Przestrzenna rama aluminiowa, napęd na tylną oś                                                                                                   | Przestrzenna rama aluminiowa, napęd na tylną oś                                                                                                   | Przestrzenna rama aluminiowa, napęd na tylną lub AWD                                                                                              |                   |                   |
| Nadwozie                     | Kompozyty, 5-drzwiowy MPV | Kompozyty, 5-drzwiowy MPV | Kompozyty, 5-drzwiowy MPV |                   |                   |
| Masa własna                  | 2200 kg | 2300 kg | 2313 kg 2350 kg (AWD) |                   |                   |
| Skrzynia biegów              | 4-biegowa automatyczna | 3-biegowa automatyczna | 4-biegowa automatyczna |                   |                   |
| Koła                         | OZ Racing '16/235/60 K16 MXM TL | OZ Racing '16/235/60 K16 MXM TL | OZ Racing '16/235/60 K16 MXM TL |                   |                   |
| Rozstaw osi                  | 3120 mm | 3120 mm | 3120 mm | 3120 mm           | 3120 mm           |
| Długość/Szerokość/Wysokość   | 5350/2014/1735 mm | 5350/2014/1735 mm | 5350/2014/1735 mm | 5350/2014/1735 mm | 5350/2014/1735 mm |